# Jamestown (Ohio)
Jamestown é uma vila localizada no estado norte-americano de Ohio, no Condado de Greene.

## Demografia
Segundo o censo norte-americano de 2000, a sua população era de 1917 habitantes.
Em 2006, foi estimada uma população de 1841, um decréscimo de 76 (-4.0%).

## Geografia
De acordo com o United States Census Bureau tem uma área de
3,1 km², dos quais 3,1 km² cobertos por terra e 0,0 km² cobertos por água. Jamestown localiza-se a aproximadamente 340 m acima do nível do mar.

## Localidades na vizinhança
O diagrama seguinte representa as localidades num raio de 16 km ao redor de Jamestown.